# Amvangsi
Amvangsi ist ein Ort in der Provinz Centro Sur in Äquatorialguinea. Er liegt östlich von Evinayong.

## Geographie
Der Ort liegt östlich von Evinayong an einer größeren Verkehrsroute nach Wele-Nzas im Osten zwischen Mfulayong (W) und Nduma im Nordosten. Nördlich des Ortes verläuft der Río Amvang.

## Klima
Nach dem Köppen-Geiger-System zeichnet sich Amvangsi durch ein tropisches Klima mit der Kurzbezeichnung Am aus.